# Westheim (Pfalz)
Westheim (Pfalz) (pfälzisch: Weschde) ist eine Ortsgemeinde im Landkreis Germersheim in Rheinland-Pfalz. Sie gehört der Verbandsgemeinde Lingenfeld an.

## Geographie
Westheim liegt innerhalb der Südpfalz zwischen den Städten Germersheim, Landau in der Pfalz und Speyer. Die Nachbargemeinden von Westheim sind Lustadt, Weingarten (Pfalz), Schwegenheim, Lingenfeld und im äußersten Südosten Germersheim. Der nächstgelegene Ort im Süden ist Bellheim, mit dem Westheim aber keine gemeinsame Gemeindegrenze hat. Zu Westheim gehört der Wohnplatz Holzmühle.
| Weingarten | Schwegenheim                                |             |
| Lustadt    | Kompassrose, die auf Nachbargemeinden zeigt | Lingenfeld  |
|            |                                             | Germersheim |

Im Süden Westheims erstreckt sich der Bellheimer Wald, durch den im Westheimer Gemeindegebiet die Druslach und die Queich fließen. Die Queich bildet zum Teil die südliche Gemeindegrenze und mündet etwa fünf Kilometer weiter östlich in den Rhein. Durch den Ort selbst fließt der Hofgraben (gemeinsam mit der Druslach Ergebnis der Teilung des Fuchsbachs bei Zeiskam). Kurz vor ihrer Mündung in die Queich verläuft außerdem die Sollach für ein kurzes Stück über die Gemeindegemarkung.

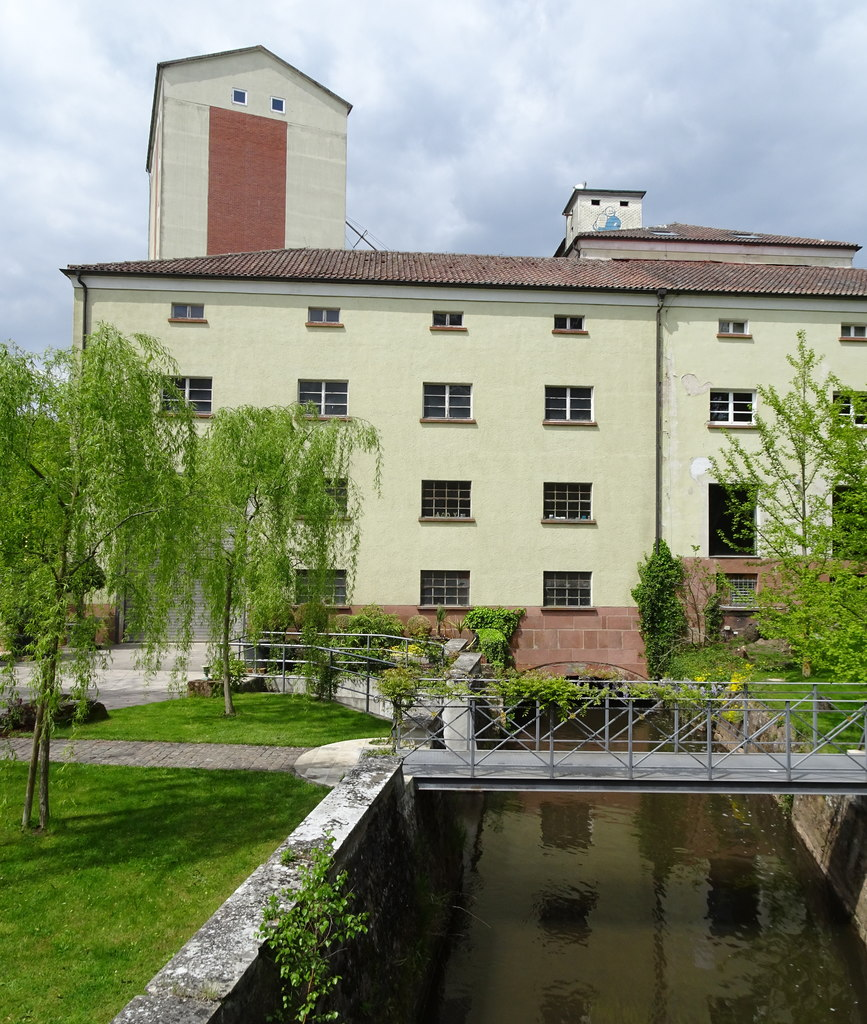
Die Queich auf dem Gelände der Holzmühle
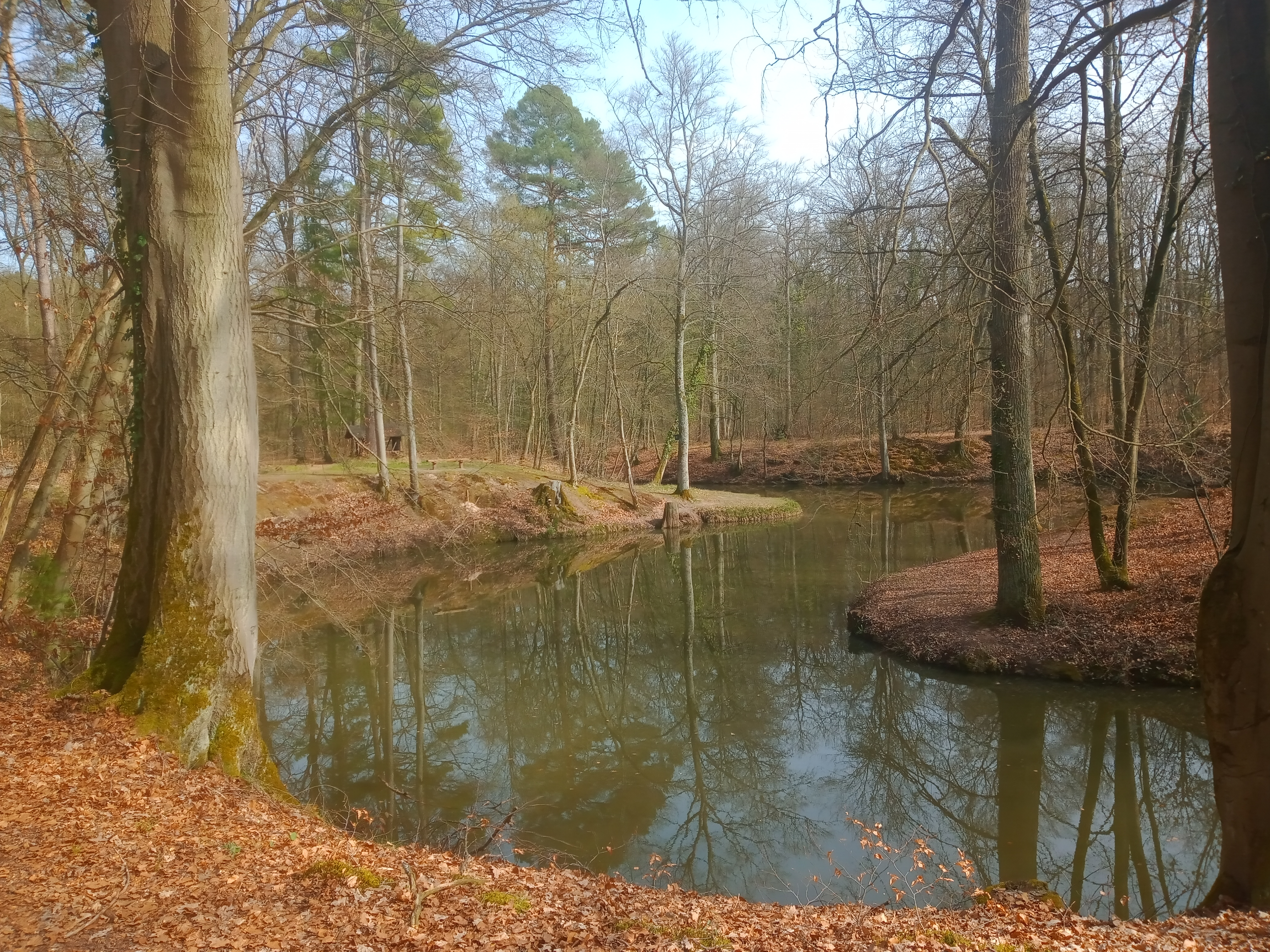
Die aufgestaute Druslach im Wald bei Westheim
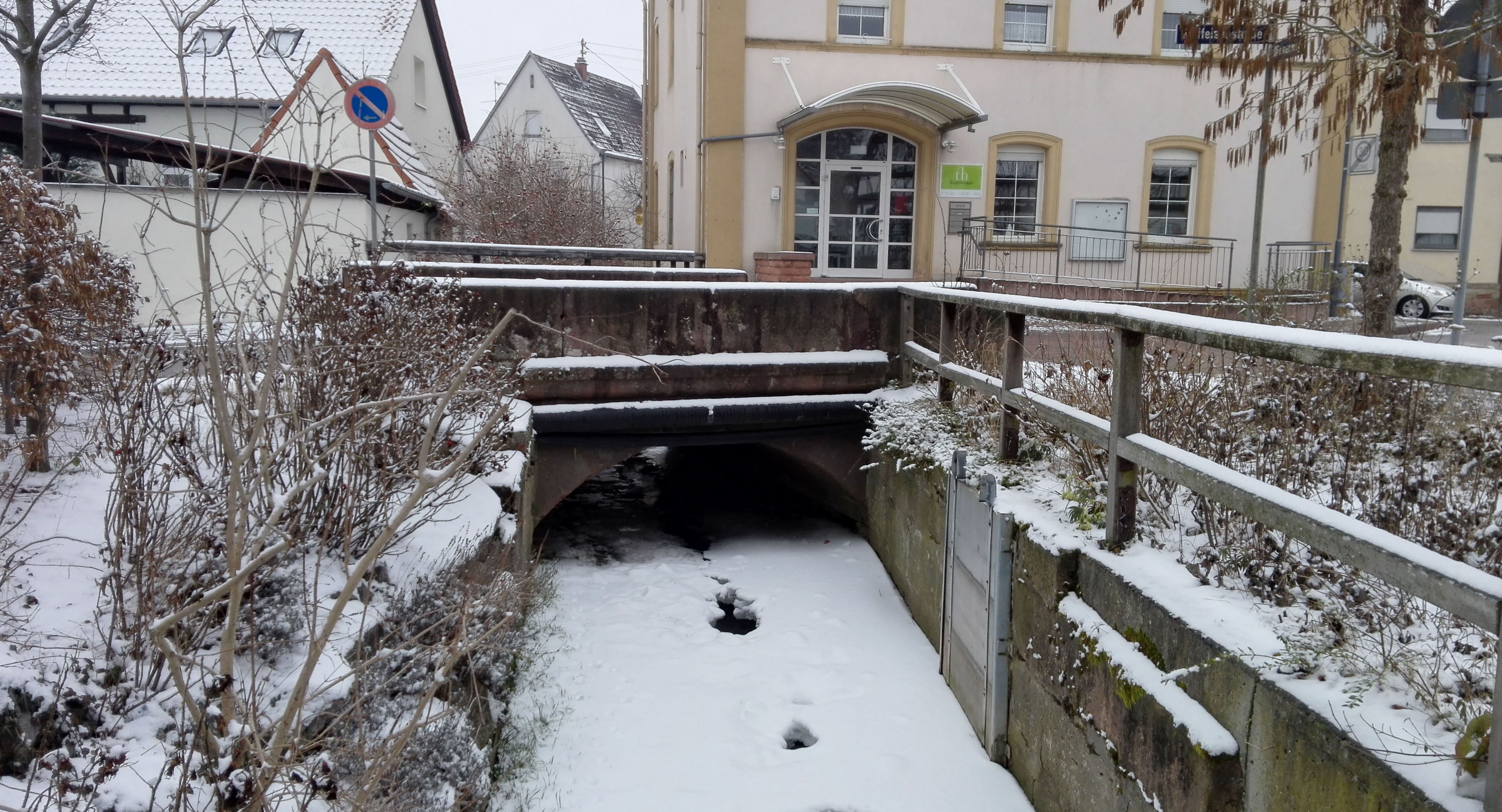
Der Hofgraben in der Ortslage Westheim

## Geschichte

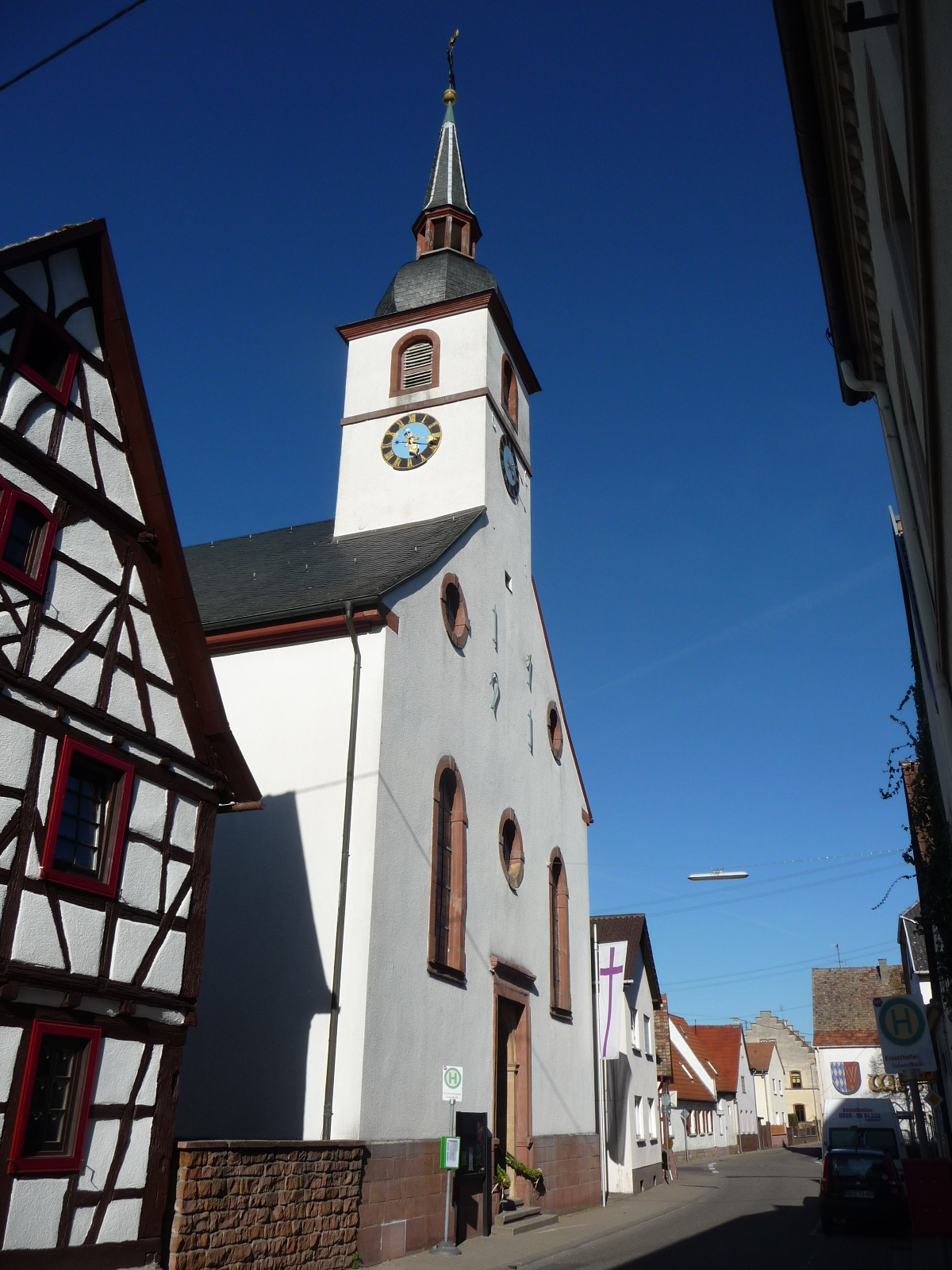
Kirche von 1791

Westheim mit Ortslage auf einer Flurkarte von 1837

### Frühgeschichte und Mittelalter
Funde aus verschiedenen Epochen wie der Jungsteinzeit, der Bronzezeit, der Hallstattzeit, der Latènezeit und der  römischen Kaiserzeit beweisen eine frühe Besiedlung des heutigen Gemeindegebietes. Der heutige Ort wurde mutmaßlich Ende des 5. oder Anfang des 6. Jahrhunderts gegründet. Als erste Erwähnung des Ortes wird die am 21. Januar 976 in Trebur ausgestellte Urkunde des Kaisers Otto II. angesehen, mit der der Kaiser seinem Getreuen Biso mehrere Besitzungen in den Grafschaften Speyergau und Wormsfeld schenkte, darunter auch Westheim. Im Jahre 1241 überließ der Dompropst Berthold zu Speyer das seiner Propstei zustehende Patronatrecht und die Einkünfte der Kirche zu Westheim dem Stiftskapitel bei St. Guido in Speyer. In der Urkunde, die diesen Vorgang besiegelt, findet sich zum ersten Mal die Erwähnung einer Kirche in Westheim.
Die Endung -heim vieler Orte in der Vorderpfalz ist ein Ergebnis der fränkischen Besiedlungswelle. Ursprünglich wurde diese Endung mit einem Personennamen verknüpft. Dies ist bei Westheim nicht der Fall. Vielmehr ist solch ein geographischer Name wohl auf ein Einzelgehöft zurückzuführen, das in einer bestimmten Himmelsrichtung von einem Ort aus lag. In diesem Fall ist der Bezugsort wohl Germersheim. Die Endung -heim sei dann nur aufgrund der Häufigkeit dieser Endung in der Region gewählt worden.

### Neuzeit
Bis Ende des 18. Jahrhunderts gehörte der Ort zur Kurpfalz und unterstand dort unmittelbar dem Oberamt Neustadt. 1791 wurde das heutige Kirchengebäude an der gleichen Stelle des Vorgängerbaus errichtet. 1794 kämpfte im Zuge der Koalitionskriege das k.u.k. Husarenregiment „Ferdinand I. König der Bulgaren“ Nr. 11 im Einzugsgebiet von Westheim.
Von 1798 bis 1814, als die Pfalz Teil der Französischen Republik (bis 1804) und anschließend Teil des Napoleonischen Kaiserreichs war, war Westheim in den Kanton Germersheim eingegliedert und gehörte zur Mairie Lingenfeld. 1815 wurde der Ort Österreich zugeschlagen. Bereits ein Jahr später wechselte der Ort nach dem Wiener Kongress in das Königreich Bayern. Von 1818 bis 1862 gehörte der Ort dem Landkommissariat Germersheim an; aus diesem ging das Bezirksamt Germersheim hervor. Im Jahre 1872 begann das Eisenbahnzeitalter in Westheim, als der Ort an das Eisenbahnnetz der Maximiliansbahn angeschlossen wurde (siehe Abschnitt Verkehr). 1914 erfolgte der Anschluss an das Stromversorgungsnetz, 1936 trat Westheim dem Wasserzweckverband bei. Seit 1939 ist Westheim Bestandteil des Landkreises Germersheim.
Vom Zweiten Weltkrieg blieb auch Westheim nicht verschont. Erstmals wurde Westheim am 24. März 1945 von amerikanischen Bombern angegriffen. Ein weiterer, weitaus verheerenderer Angriff erfolgte einen Tag später. Insgesamt starben sieben Menschen durch die Angriffe, 15 Wohnhäuser, darunter auch das damals älteste Haus Westheims aus dem Jahre 1688, und 43 Scheunen wurden zerstört. Beschädigt wurden über die Hälfte der Wohngebäude Westheims sowie der Kirchturm.
Nach dem Krieg wurde Westheim innerhalb der französischen Besatzungszone Teil des damals neu gebildeten Landes Rheinland-Pfalz. Im Zuge der ersten rheinland-pfälzischen Verwaltungsreform wurde die Gemeinde 1972 in die neu gebildete Verbandsgemeinde Lingenfeld eingegliedert, der zusätzlich fünf weitere Orte angehören. Am 9. Februar 1996 wurde die örtliche Volksbank ausgeraubt, was in Zusammenhang mit der Bankraubserie Nordbaden/Südpfalz stand. Am 6. Mai 2015 wurden in der Gemeinde außerdem die gestohlenen Glocken aus der Neuen Johanneskirche in Mußbach an der Weinstraße sichergestellt.

## Bevölkerung

### Einwohnerstatistik
| Jahr | Einwohner |
| ---- | --------- |
| 1729 | 282       |
| 1785 | 379       |
| 1802 | 454       |
| 1825 | 692       |
| 1830 | 745       |
| 1836 | 807       |
| 1871 | 771       |

| Jahr | Einwohner |
| ---- | --------- |
| 1890 | 737       |
| 1905 | 736       |
| 1932 | 828       |
| 1939 | 845       |
| 1950 | 898       |
| 1961 | 1.007     |
| 1965 | 1.097     |

| Jahr | Einwohner |
| ---- | --------- |
| 1970 | 1.115     |
| 1975 | 1.200     |
| 1980 | 1.237     |
| 1985 | 1.323     |
| 1990 | 1.439     |
| 1995 | 1.599     |
| 2000 | 1.747     |

| Jahr | Einwohner |
| ---- | --------- |
| 2005 | 1.749     |
| 2010 | 1.728     |
| 2015 | 1.731     |
| 2020 | 1.742     |
| 2023 | 1.742     |

Ende Juli 2012 betrug der Anteil der ausländischen Bevölkerung 3,5 %.

### Konfessionsstatistik
Derzeit (Stand November 2024) sind von den Einwohnern 33,8 % evangelisch, 24,0 % katholisch und 42,2 % sind konfessionslos oder gehören einer anderen Glaubensgemeinschaft an.
Ende Juli 2012 waren 46,7 % der Einwohner evangelisch und 30,9 % katholisch (Rest 22,2 %). Nach Ergebnissen der Volkszählung von 1871 waren von insgesamt 771 Einwohnern 583 evangelisch (76 %) und 188 katholisch (24 %).

## Politik

### Gemeinderat

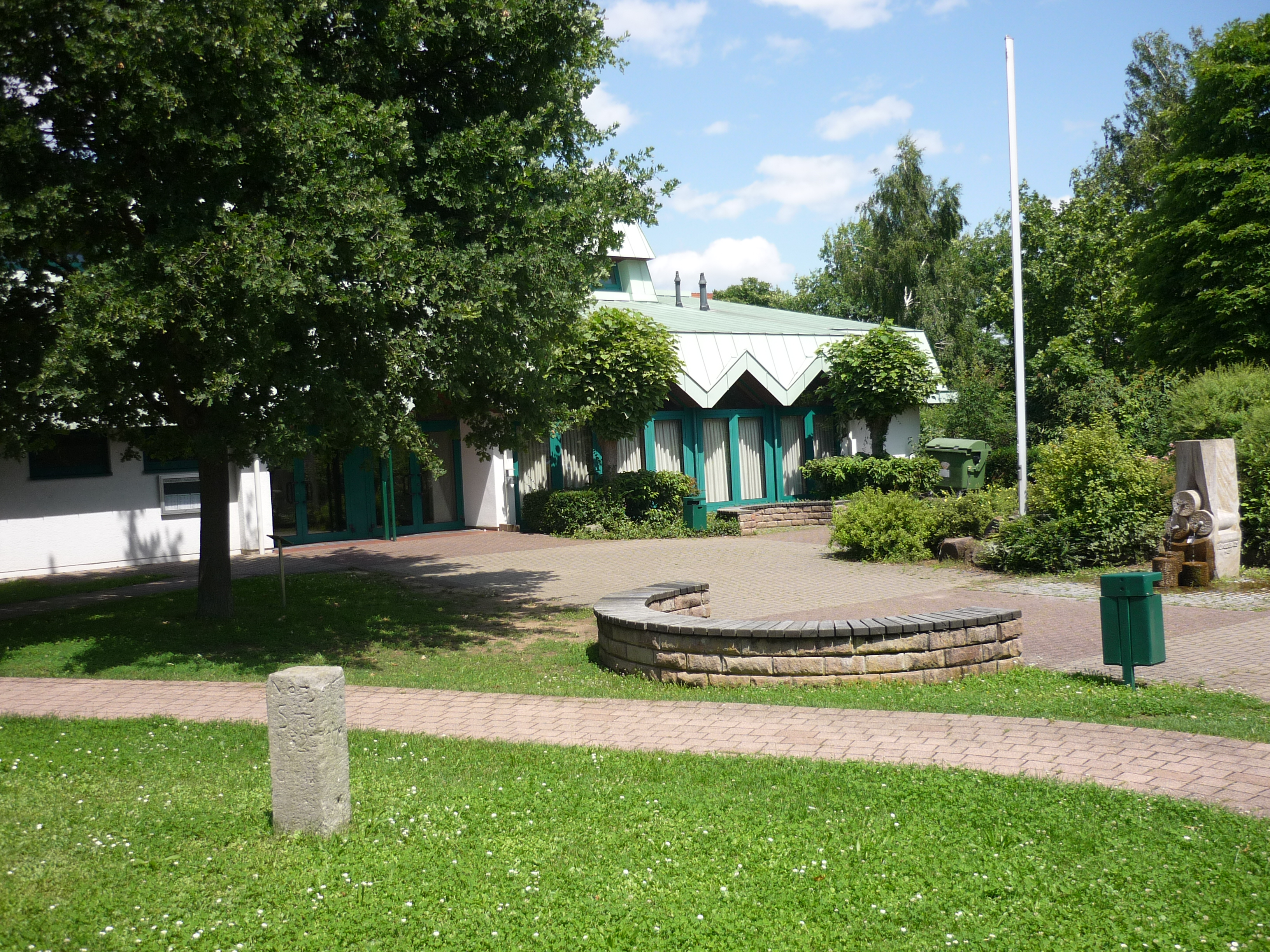
Das 1985 fertiggestellte Bürgerhaus ist das Rathaus und eine Mehrzweckhalle

Der Gemeinderat in Westheim besteht aus 16 Ratsmitgliedern, die bei den Kommunalwahl am 9. Juni 2024 in einer personalisierten Verhältniswahl gewählt wurden, und der ehrenamtlichen Ortsbürgermeisterin als Vorsitzender.
Die Sitzverteilung im Gemeinderat:
| Wahl | SPD | CDU | FWG | Gesamt   |
| ---- | --- | --- | --- | -------- |
| 2024 | 7   | –   | 9   | 16 Sitze |
| 2019 | 6   | 1   | 9   | 16 Sitze |
| 2014 | 7   | 3   | 6   | 16 Sitze |
| 2009 | 9   | 2   | 5   | 16 Sitze |
| 2004 | 7   | 2   | 7   | 16 Sitze |
| 1999 | 6   | 0   | 10  | 16 Sitze |

### Bürgermeister
| Jahr      | Ortsbürgermeister | Partei |
| --------- | ----------------- | ------ |
| 2019–     | Susanne Grabau    | FWG    |
| 2004–2019 | Inge Volz         | SPD    |
| 1997–2004 | Dieter Mappes     | FWG    |
| 1979–1997 | Alfred Schubart   | SPD    |
| 1974–1979 | Karl-Heinz Jung   | SPD    |
| 1960–1974 | Ludwig Hoffmann   | WG     |

Susanne Grabau hatte sich bei der Stichwahl am 16. Juni 2019 mit einem Stimmenanteil von 54,83 % durchgesetzt, nachdem bei der Direktwahl am 26. Mai 2019 keiner der ursprünglich drei Bewerber eine ausreichende Mehrheit erreicht hatte.
Grabau wurde im Juni 2024 als einzige Bewerberin mit 70,6 % wiedergewählt.

### Wappen
| Wappen von Westheim | Blasonierung: „In gespaltenem Schild rechts von Silber und Blau gerautet, links in Rot auf grünem Dreiberg ein schwebender goldener Großbuchstabe W.“ |
| Wappen von Westheim | |

Das Wappen wurde 1961 vom Mainzer Innenministerium genehmigt und geht zurück auf ein Siegel aus dem Jahr 1589. Das Rautenfeld geht zurück auf ein Emblem im Wappen der Wittelsbacher Pfalzgrafen und Kurfürsten. Das W ist nicht nur der Anfangsbuchstabe des Ortsnamens, sondern war vermutlich auch eine Ortsmarke. Der Dreiberg weist auf Waldungen hin.

### Gemeindepartnerschaften
Die Partnergemeinden von Westheim sind Eggersdorf (seit 1991) in Brandenburg und Großkarolinenfeld (seit 2001) in Bayern.

## Kultur und Sehenswürdigkeiten

### Kulturdenkmäler

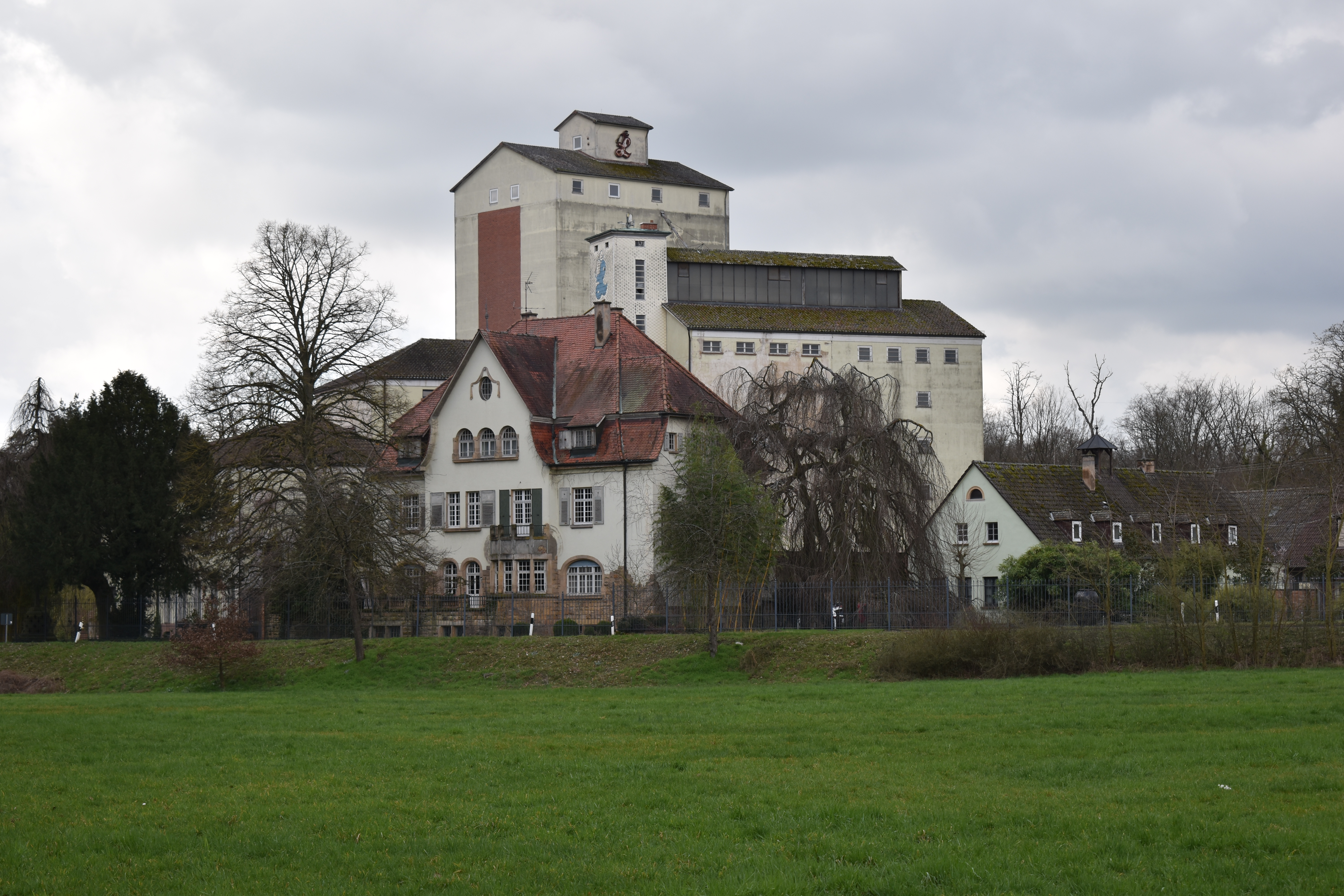
Holzmühle

Vor Ort befinden sich insgesamt 17 Objekte, die unter Denkmalschutz stehen: die protestantische Kirche, 14 Fachwerkhäuser bzw. Hofanlagen, ein Gebäude auf dem Gelände der Holzmühle und eine Straßenbrücke.
Am 6. April 1481 erteilte der Pfalzgraf Philipp die Konzession zur Errichtung einer Mehl- und Ohligmühle. Der Name Holzmühle rührt von der mittelalterlichen Bezeichnung „Holtz“ für Wald her. Die Mühle befindet sich an der Queich im Bellheimer Wald. Mehrmals war die Mühle von Großbränden betroffen (u. a. 1706, 1934). In ununterbrochener Generationenfolge wurde die Holzmühle ab 1706 betrieben. 1998 wurde die Betriebs-GmbH verkauft. Die Mühle wurde schließlich 2001 stillgelegt. Die Immobilien befinden sich weiterhin in Familienbesitz. Unter Denkmalschutz steht ein Wohnhaus von 1908 (im Bild im Vordergrund). In der Holzmühle gibt es heute Gästezimmer (B&B), einen Laden (alles rund ums Backen) sowie einen Park und eine ethnologische Sammlung.
Im Heimatmuseum in der Kirchstraße fanden sich viele alte Geräte von Bauern und Haushalten sowie eine Fotosammlung, die das bäuerliche Leben in Westheim dokumentiert. Das Museum wurde zwischenzeitlich aufgelöst.

### Natur

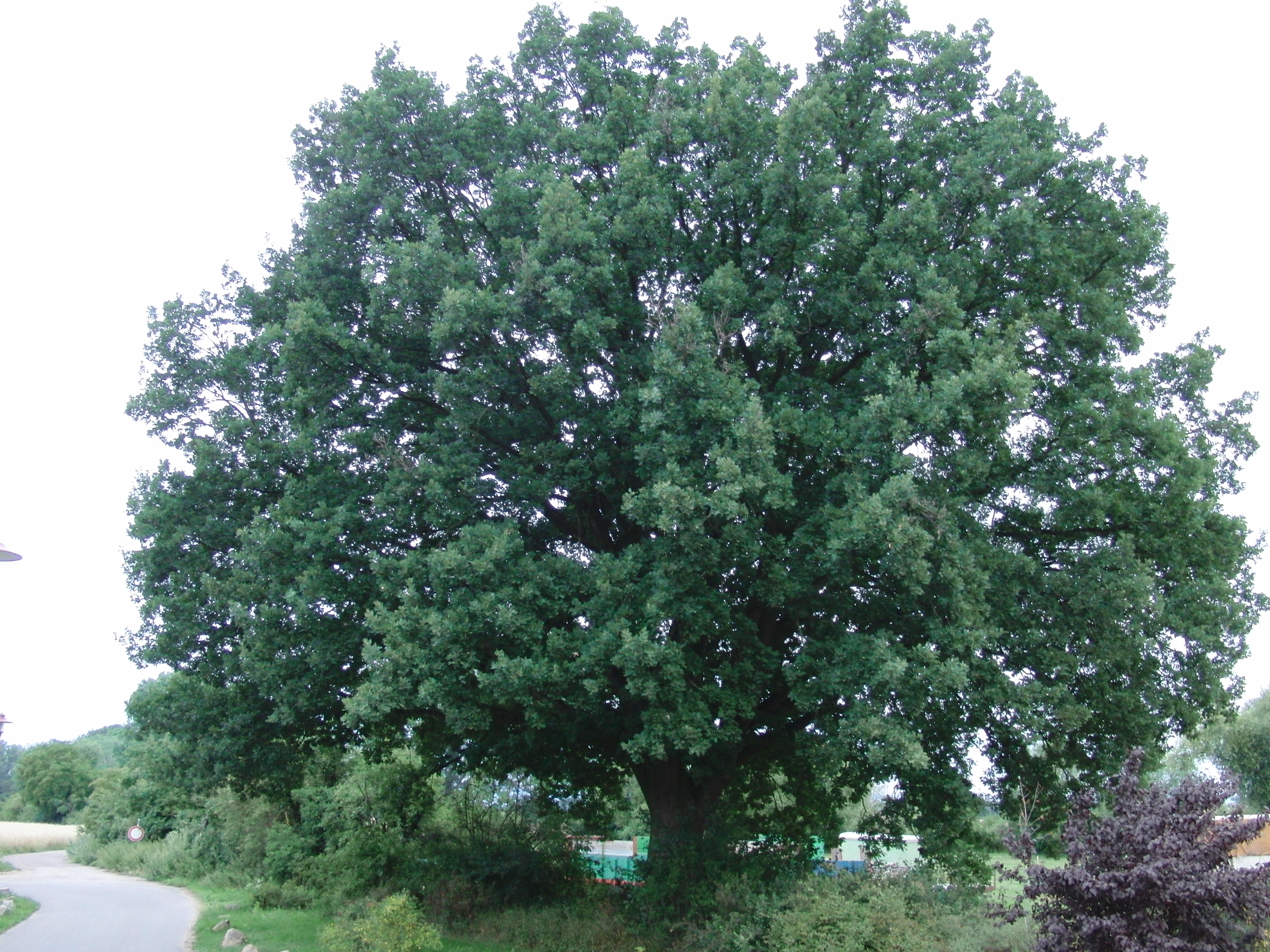
Naturdenkmal Alte Eiche

Mit der Alten Eiche existiert innerhalb des Gemeindegebiets ein Naturdenkmal.

### Regelmäßige Veranstaltungen
- Am letzten September-Wochenende findet freitags bis montags (bis 2021 samstags bis dienstags)[26] jährlich die Westheimer Kerwe (Kirchweih) statt.
- Fastnachtsumzug am Faschingssonntag, an dem auch Gruppen aus den umliegenden Gemeinden teilnehmen.

## Wirtschaft und Infrastruktur

### Wirtschaft
In früheren Zeiten war Westheim, wie alle Orte in der Umgebung, ein landwirtschaftlich geprägtes Dorf. In Westheim wurden und werden Sonderkulturen wie Spargel, Gemüse und Tabak angepflanzt. Eine früher existierende Tabakscheune wurde allerdings abgerissen. In Westheim gibt es nur noch zwei landwirtschaftliche Betriebe, dafür aber einige klein- und mittelständische Unternehmen.

### Verkehr

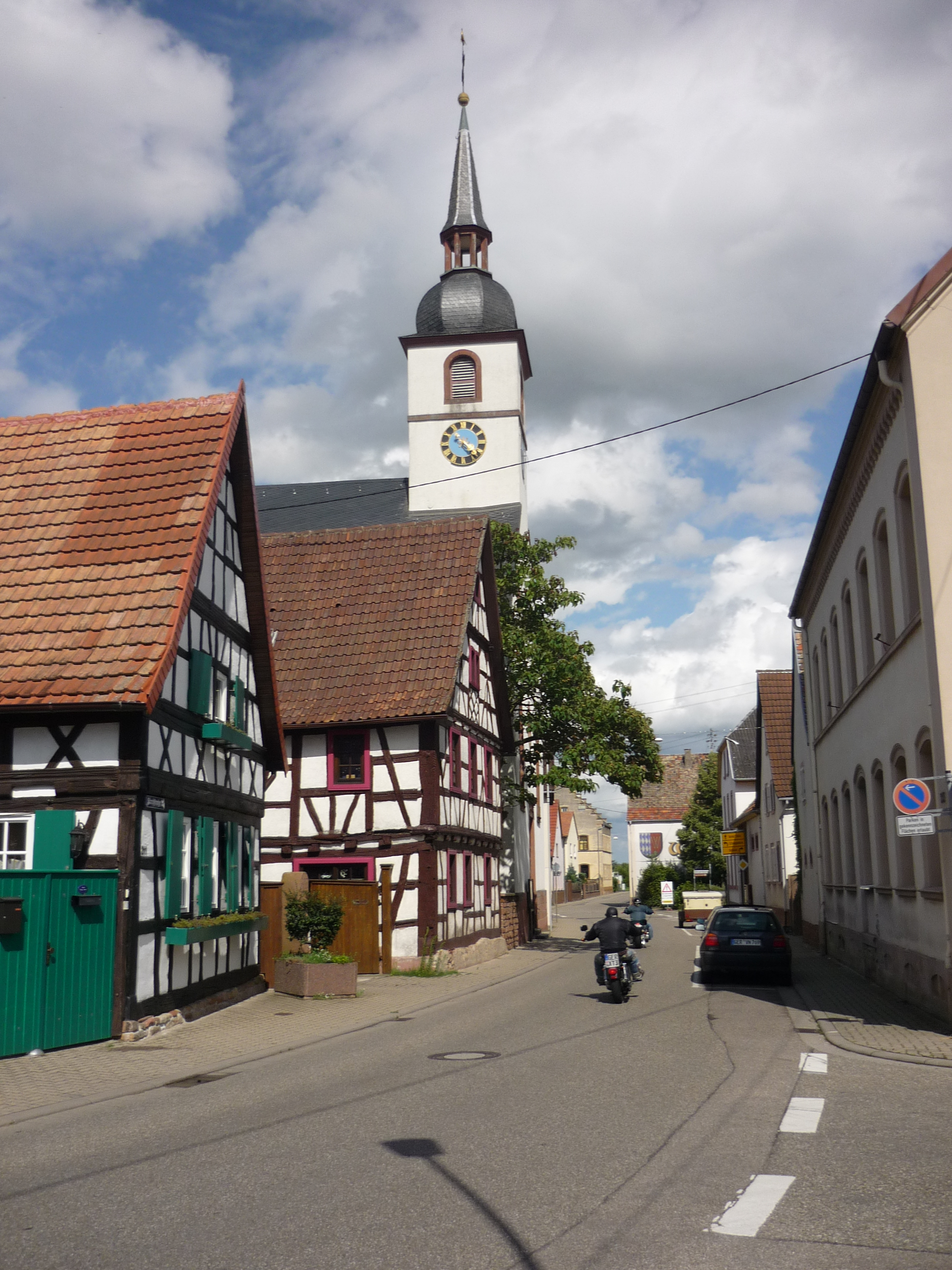
Kirchstraße beziehungsweise Landesstraße 507 mit Kirche

Westheim ist über die Landesstraßen 507 und 538 an das Straßennetz angebunden, die sich im Ort kreuzen.
Zwischen Westheim und Lingenfeld verläuft die autobahnähnlich ausgebaute Bundesstraße 9, die keine Anschlussstelle in unmittelbarer Ortsnähe zu Westheim hat. Genutzt werden Anschlussstellen Lingenfeld, Bellheim-Nord und Schwegenheim. Letztere ist auch der Endpunkt der Bundesstraße 272.
Westheim war über die Bahnstrecke Germersheim–Landau an das Schienennetz angeschlossen. Diese wurde 1999 endgültig stillgelegt, schon seit 1984 fuhren hier keine Personenzüge mehr. Seit Mai 2006 fahren auf einem großen Teil dieser Strecke Fahrrad-Draisinen als touristische Attraktion. Westheim erhielt eine Station in der Ortsmitte, etwa 400 Meter westlich des früheren Bahnhofs. Der Draisinenverkehr verlief ursprünglich zwischen Bornheim und Lingenfeld. Seit 2015 ist Westheim der östliche Endpunkt.
Der nächste Bahnhaltepunkt ist in Lingenfeld an der Bahnstrecke Schifferstadt–Wörth, etwa zwei Kilometer östlich von Westheim. Es gelten die Tarife von VRN und KVV. Westheim selbst ist über die Buslinie 590, die eine Verbindung mit Landau und Germersheim herstellt, an das Nahverkehrsnetz angebunden.

### Behörden
Die Gemeinde gehört zum Zuständigkeitsbereich des Amtsgericht Germersheim.

### Bildung

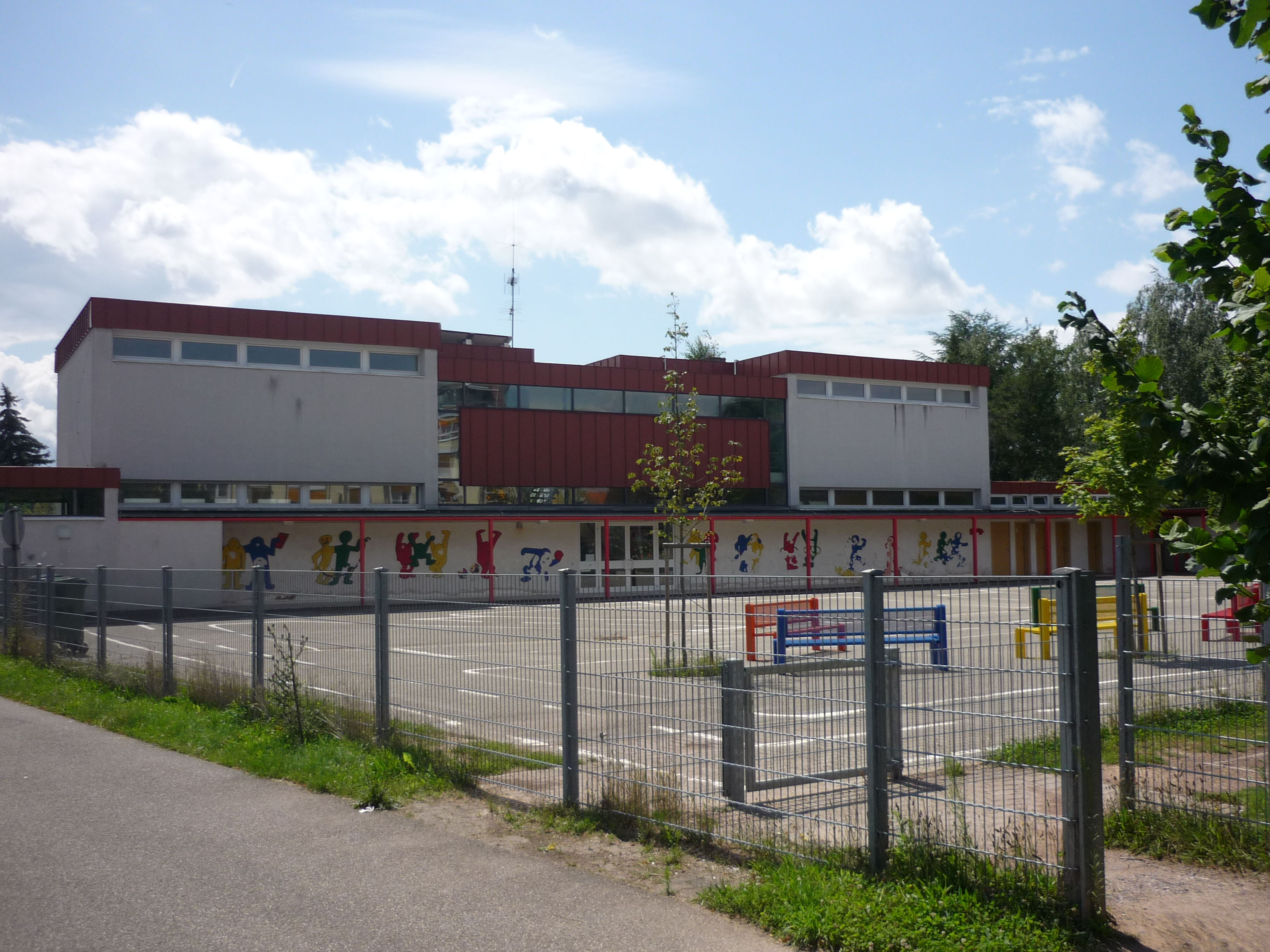
Grundschule

Es wird angenommen, dass es seit dem Ende des 16. Jahrhunderts in Westheim eine Schule gibt. In einer Schrift aus dem 17. Jahrhundert wird ein „reformierter Schulmeister“ erwähnt. Von einem Westheimer Schulhaus wird im Jahre 1753 berichtet. Im 19. Jahrhundert wurde das Schulgebäude mehrmals neu errichtet oder erweitert. 1859 entschloss man sich zum Bau eines katholischen Schulhauses. Bis 1937 gab es sowohl eine protestantische als auch eine katholische Schule.
Am 19. September 1964 erfolgte der erste Spatenstich für den Bau einer neuen Volksschule (inzwischen Grundschule), der 1965 fertiggestellt wurde. Die Schule selbst beherbergt in heutiger Zeit vier Schulklassen, in denen etwa 80 Schüler unterrichtet werden; als Träger fungiert die Verbandsgemeinde Lingenfeld. 1970 wurde nebenan ein Kindergarten errichtet, der mittlerweile als Kindertagesstätte „Löwenzahn“ firmiert. Der alte Kindergarten war nach dem Zweiten Weltkrieg geschlossen worden. Nach 22 Jahren ohne eine solche Einrichtung war von 1967 bis zum Bau des neuen Gebäudes ein provisorischer Kindergarten im alten Schulhaus eingerichtet gewesen.

### Energie
- Im Jahr 2013 wurde mit dem Solarpark Westheim eine Photovoltaikanlage mit 2,95 MWp installierter Leistung errichtet,[33] die seit 2014 von der Neue Energie Verbandsgemeinde Lingenfeld GmbH betrieben wird.[34]
- Auf dem Gelände des Kompostwerks Westheim wird seit Oktober 2019 eine Biogasanlage von der Biogutvergärung Bietigheim GmbH betrieben. Die Anlage verwertet 48.000 Tonnen Biogut aus den Landkreisen Germersheim, Ludwigsburg und der Stadt Karlsruhe.[35] Das erzeugte Biogas wird aufbereitet und in das Erdgasnetz eingespeist.[36] Außerdem entsteht neben Kompost auch Flüssigdünger.

## Persönlichkeiten

### Ehrenbürger
- 1962, 30. März: Georg Louis (* 13. April 1902, † 24. Mai 1981), Mühlenbesitzer[37]
- 1971, 13. Oktober: Ludwig Hoffmann (* 3. März 1904, † 4. April 1993), Bürgermeister 1960 bis 1974[38]
- 1996, 30. September: Richard Hummel (* 13. April 1923, † 14. Januar 2000), Gründer des Heimatmuseums[39]
- 1997, 22. Dezember: Alfred Schubart (* 25. Oktober 1939, † 15. August 2023[40]), Bürgermeister 1979 bis 1997[41]

### Personen, die in der Gemeinde geboren sind
- Georg Heeger (1856–1915), Musikwissenschaftler und Schriftsteller
- Philipp Hoffmann (1870–1939), Förderer des pfälzischen Tabakanbaus und Mitbegründer des Deutschen Tabakbauverbandes
- Emil Höring (1890–1973), Polizeioffizier, zuletzt Generalleutnant der Polizei und SS-Gruppenführer im Zweiten Weltkrieg

### Personen, die vor Ort gewirkt haben
- Georg Otto Angerer (1893–1951), Bürgermeister vor Ort
- Josef Kopf (* 1935), Spieler und Trainer beim örtlichen Fußballverein
- Johann Schiller (1812–1886) war 32 Jahre lang Pfarrer in Westheim.
- Gerhard Wässa, seit 2004 Träger des Verdienstordens des Landes Rheinland-Pfalz